# Piantedo
Piantedo és un municipi italià de la província de Sondrio, a la regió de la Llombardia, al marge de l'Adda. El 2021 tenia 1418 habitants.